# ألفريدو أجليتي
ألفريدو أجليتي (بالإيطالية: Alfredo Aglietti)‏ (16 سبتمبر 1970 في إيطاليا - ) هو مدرب كرة قدم ولاعب كرة قدم إيطالي في مركز الهجوم. لعب مع كييفو فيرونا ونادي بيستويسي ونادي ريجينا ونادي نابولي وهيلاس فيرونا وسيتا دي بونتيديرا ونادي أريتسو وSSD 1937 Milazzo ‏ وSS Villacidrese Calcio ‏ وSan Frediano Rondinella SS ‏ وMontevarchi Calcio Aquila 1902 ‏.

## وصلات خارجية
- ألفريدو أجليتي على موقع قاعدة بيانات كرة القدم.إي يو (الإنجليزية)
- ألفريدو أجليتي على موقع عالم كرة القدم.نت (الإنجليزية)